# (74347) 1998 VB49
(74347) 1998 VB49 – planetoida z pasa głównego asteroid okrążająca Słońce w ciągu 4,41 lat w średniej odległości 2,69 j.a. Odkryta 10 listopada 1998 roku.